# Brachygalea exacta
Brachygalea exacta är en fjärilsart som beskrevs av Köhler 1952. Brachygalea exacta ingår i släktet Brachygalea och familjen nattflyn. Inga underarter finns listade i Catalogue of Life.